# Liv Little

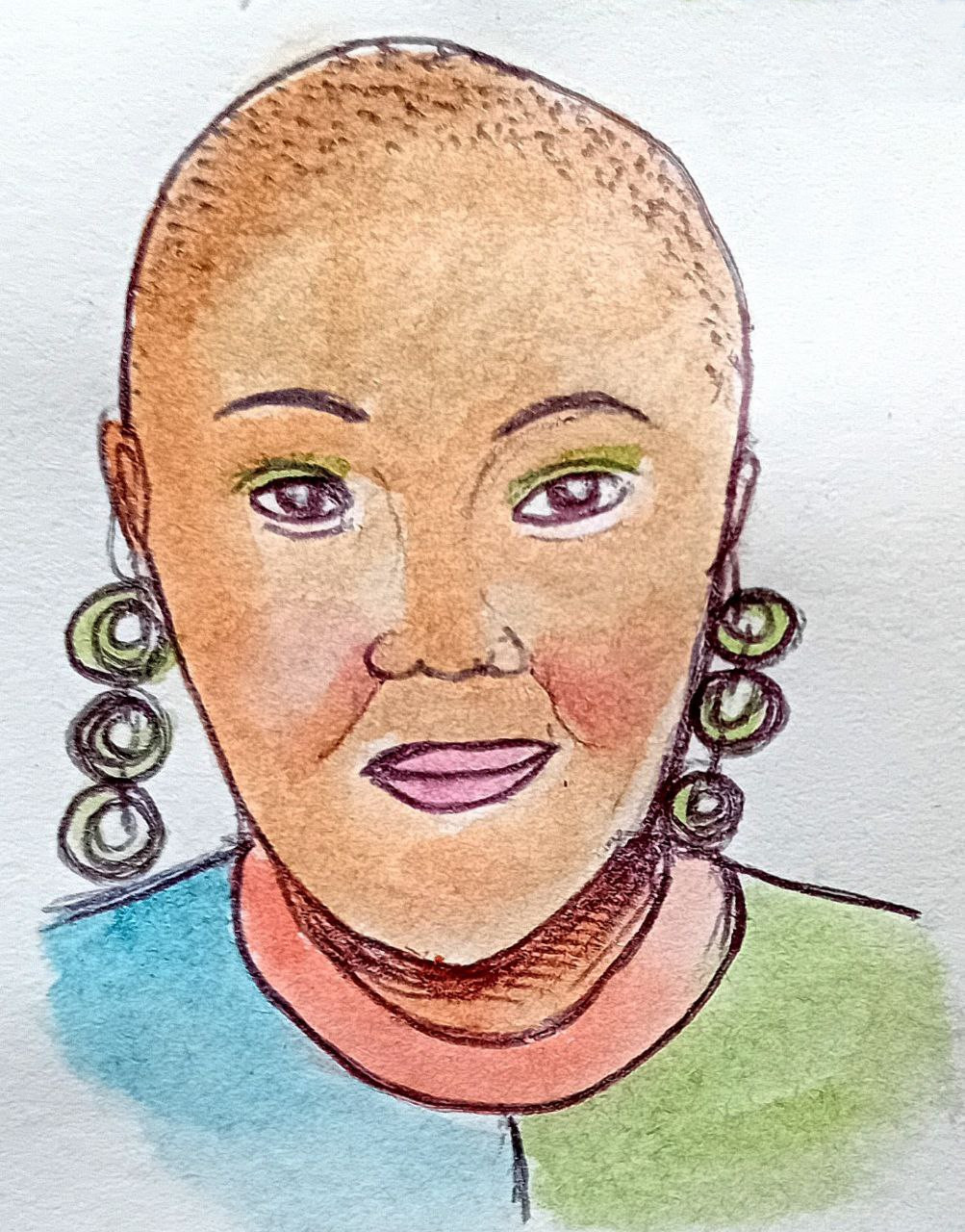
Portait de Liv Little.

Liv Little (de son vrai nom Olivia Little) est la fondatrice de gal-dem, un magazine en ligne et sur papier écrit par des femmes de couleur et pour tous publics.

## Biographie
Little naît en janvier 1994 de père jamaïcain et de mère guyanaise. Elle grandit dans le sud-est de Londres et étudie au lycée Blackheath, avant de passer ses A-level (équivalent du baccalauréat) à Newstead Wood School for Girls. 
Pendant son année sabbatique entre le lycée et l'université, elle effectue un service civique de 12 semaines en Inde en tant que coordinatrice des affaires de santé et des conditions de vie au sein de Restless Development. Elle étudie ensuite la politique et la sociologie à l'université de Bristol, obtenant son diplôme avec les félicitations du jury en 2016.

## gal-dem
Little, frustrée par le manque de diversité de son université, fonde gal-dem pendant ses études. L'équipe de gal-dem se compose de plus de 70 femmes de couleur, la plupart d'entre elles vivant au Royaume-Uni et les autres dispersées dans le monde entier.
En 2016, pour le premier anniversaire du magazine, gal-dem édite un numéro papier. Le 28 octobre 2016, le collectif organise une rencontre au Victoria and Albert Museum. La rencontre est constituée uniquement de femmes, avec des activités allant d'un atelier de twerk à un concert des meilleures rappeuses de Londres.